# Élections générales boliviennes de 2025
Les élections générales boliviennes de 2025 ont lieu le 17 août 2025 afin d'élire simultanément le président et le vice-président ainsi que les 130 membres de la Chambre des députés et les 36 membres de la Chambre des sénateurs de la Bolivie. Le premier tour ayant abouti à un ballotage pour la première fois depuis 2002, un second tour a lieu le 19 octobre 2025 pour départager les candidats à la présidence.
Le scrutin intervient six ans après une crise politique de grande ampleur ayant conduit à l'annulation des élections générales de 2019, au départ d'Evo Morales, et à l'organisation de nouvelles élections l'année suivante.
Le président sortant Luis Arce renonce à se représenter à la suite de conflits internes avec Evo Morales au sein du Mouvement vers le socialisme (MAS). Le parti présidentiel présente par conséquent la candidature d'Eduardo del Castillo, qui est cependant concurrencé par le candidat de l'Alliance populaire Andrónico Rodríguez, proche de Morales. L'ancien président appelle cependant au vote nul. À l'inverse des élections précédentes, qui avaient vu l'opposition se réunir autour de quelques candidats, les élections de 2025 sont marquées par une multiplication des candidatures.
Au premier tour de la présidentielle, le sénateur Rodrigo Paz Pereira, membre du Parti démocrate-chrétien (PDC) et fils de l'ancien président Jaime Paz Zamora, crée la surprise en arrivant en tête devant Jorge Quiroga Ramírez, candidat indépendant et ancien président de 2001 à 2002, soutenu par la coalition Libre. Favori des sondages, le millionnaire Samuel Doria Medina, soutenu par Unidad, termine troisième. Ni Eduardo del Castillo ni Andrónico Rodríguez, qui finissent en quatrième et sixième positions, ne parviennent ainsi à se qualifier pour le second tour, privant la gauche d'une représentation au second tour. Au pouvoir depuis deux décennies, cette dernière paie le prix de ses divisions et de la mauvaise situation économique du pays.

## Contexte

### Crise politique de 2019
|  |

La Bolivie est touchée par une grave crise politique à l'occasion des élections générales de 2019. Le président sortant Evo Morales, au pouvoir depuis quatorze ans, est candidat pour un quatrième mandat consécutif. Aucun candidat n'ayant remporté l'élection présidentielle dès le premier tour selon les résultats préliminaires, un second tour au suffrage populaire — le premier du genre dans le pays — est initialement pressenti pour le 15 décembre. L'arrêt soudain du dépouillement, suivi le lendemain soir de résultats divergents donnant Evo Morales vainqueur au premier tour, est vivement critiqué par les observateurs et entraîne une crise politique lors de laquelle l'opposition refuse de reconnaître des résultats jugés frauduleux et appelle à la mobilisation citoyenne,,.
Après trois semaines d'une crise politique et de violents affrontements entre opposition et forces de l’ordre, Evo Morales annonce la tenue d'une nouvelle élection présidentielle,,,. Après des accusations de fraudes par l’Organisation des États américains et sous la pression de l'armée, il démissionne. La présidence revient alors à la seconde vice-présidente de la Chambre des sénateurs Jeanine Áñez, issue de l'opposition, après la démission du vice-président Álvaro García Linera, de la présidente de la Chambre des sénateurs Adriana Salvatierra, et du président de la Chambre des députés Víctor Borda. Elle émet des mandats d’arrêt et fait arrêter les hauts membres du Mouvement vers le socialisme (MAS), accusés d'avoir manipulé les résultats. Visé par l'un de ces mandats, Evo Morales trouve refuge au Mexique,. Les élections sont annulées par le Parlement et un nouveau scrutin convoqué par Jeanine Áñez a lieu un an plus tard, après deux reports dus à la pandémie de COVID-19,.
Les élections générales de 2020 sont remportées haut la main par le candidat du MAS Luis Arce, déjouant la majorité des sondages qui envisageaient un second tour entre lui et son principal concurrent Carlos Mesa, président de 2003 à 2005,. Sa victoire est reconnue le soir même par Mesa, par la présidente sortante Jeanine Áñez, ainsi que par les observateurs internationaux,,.
Dans son rapport final rendu le 5 décembre 2019, l'OEA estime qu'il y a eu une « manipulation délibérée » des résultats, et que l'écart réel entre Morales et Mesa est en réalité « minime », impliquant une « série d'opérations délibérées destinées à altérer la volonté exprimée dans les urnes ». Le 7 juin 2020 cependant, trois chercheurs indépendants du MIT et du New York Times publient une étude statistique, qui pointe des erreurs dans l'étude menée par l'OEA. Ils affirment que les conclusions de fraudes étaient fausses et reposaient sur des méthodes statistiques erronées,.

### Procès des dirigeants post-crise politique de 2019

#### Condamnation de Jeanine Áñez

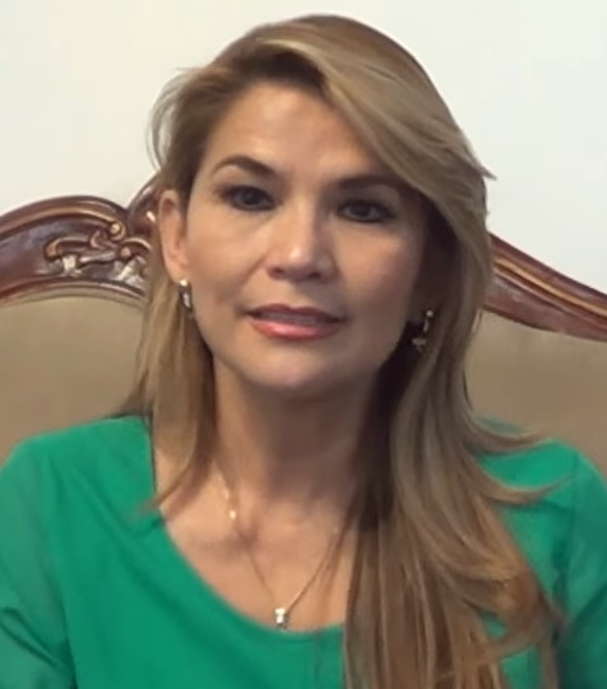
La présidente par intérim de 2019 à 2020, Jeanine Áñez.

Le 12 mars 2021, après la plainte d'une ancienne députée du MAS, la justice bolivienne ordonne l'arrestation de Jeanine Áñez, qui est alors recherchée par les autorités pour « sédition et terrorisme ». Le jour même, la police se rend au domicile de l'ancienne présidente, situé à Trinidad, et l'arrête. L’ancienne présidente est amenée à La Paz en présence du ministre du Gouvernement, Eduardo del Castillo. Le lendemain, elle est placée en détention provisoire et transférée dans une prison pour femmes,.
À partir du 15 mars, des dizaines de milliers de personnes manifestent dans les principales rues du pays pour protester contre les arrestations récemment menées,. Amnesty International fait alors état de sérieux doutes sur l’indépendance de la justice en Bolivie, quel que soit le parti au pouvoir ; la directrice Amérique de l’ONG, Érika Guevara Rosas (es), indique que « la détention de Jeanine Áñez et d’autres ex-fonctionnaires semble suivre un modèle habituel : un usage partial de la justice ».
Le 21 août, un rapport du groupe d’experts indépendants de la Commission interaméricaine des droits de l’homme est utilisé par le parquet bolivien pour accuser l’ex-présidente de « génocide » en raison d’un usage disproportionné de la force contre des manifestants en novembre 2019, avec 20 morts.
Son procès pour « décisions contraires à la Constitution » et « manquement au devoir » s'ouvre le 10 février 2022 à La Paz. Le 11 juin 2022, reconnue coupable d'avoir organisé un coup d'État contre Evo Morales et d'avoir accédé au pouvoir de manière inconstitutionnelle, elle est condamnée à dix ans de prison.

#### Emprisonnement de Luis Fernando Camacho

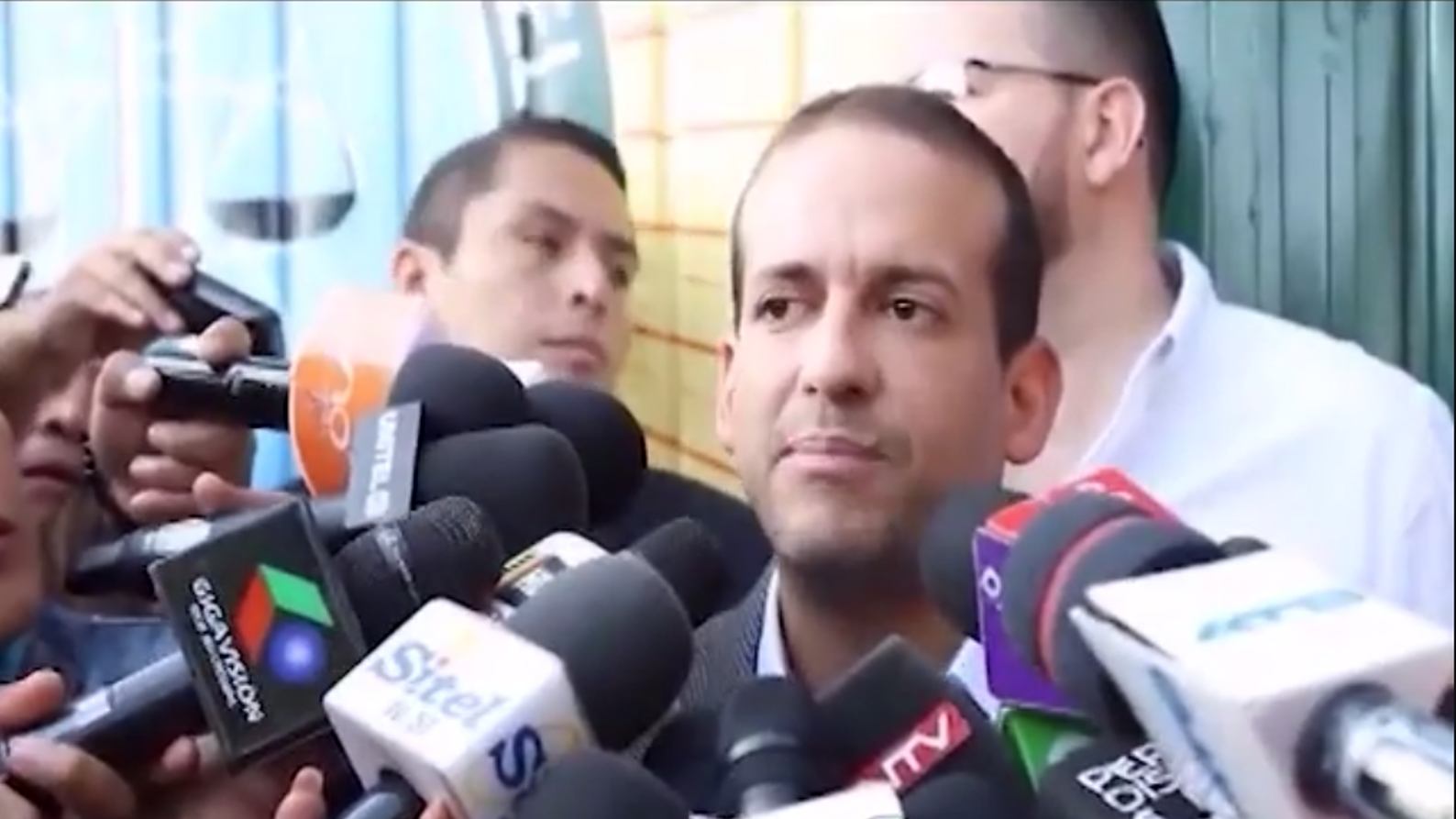
Camacho lors de la crise post-électorale de 2019.

Mis en cause lui aussi par la justice bolivienne dans le coup d’État de 2019, Luis Fernando Camacho refuse de façon répétée en 2021 et 2022 de se présenter devant la justice lorsque le procureur le convoque pour témoigner. Lui-même nie avoir participé à un coup d’État et affirme avoir défendu la démocratie contre un gouvernement dictatorial. La justice émet finalement à son encontre un mandat d’arrêt en octobre 2022, que les autorités politiques hésitent toutefois à faire exécuter, craignant que son arrestation n'entraine des violences.
Le 29 décembre 2022, il est arrêté et conduit à La Paz. Le lendemain, un juge le condamne à quatre mois de détention préventive. La nouvelle de son emprisonnement déclenche de violentes manifestations dans son fief de Santa Cruz. Des bâtiments publics sont incendiés, ainsi que la maison d’un ministre.
Il lui est reproché d'avoir dirigé des blocages de rue avec des groupes militants et de s’être coordonné avec des membres de la police pour conduire cette institution à se retourner contre le gouvernement. L'acte d'accusation se fonde notamment sur des déclarations faites par Camacho lui-même dans la presse et les réseaux sociaux. Dans l’une d’elles, il affirme que son père, un important homme d’affaires, est celui qui a « arrangé avec la police » leur soutien au soulèvement contre Evo Morales. Dans une autre, publiée immédiatement après la démission du président, il appelle à l'instauration d'une « junte civico-militaire ».

### Schisme de la gauche bolivienne

#### Candidature avortée d'Evo Morales

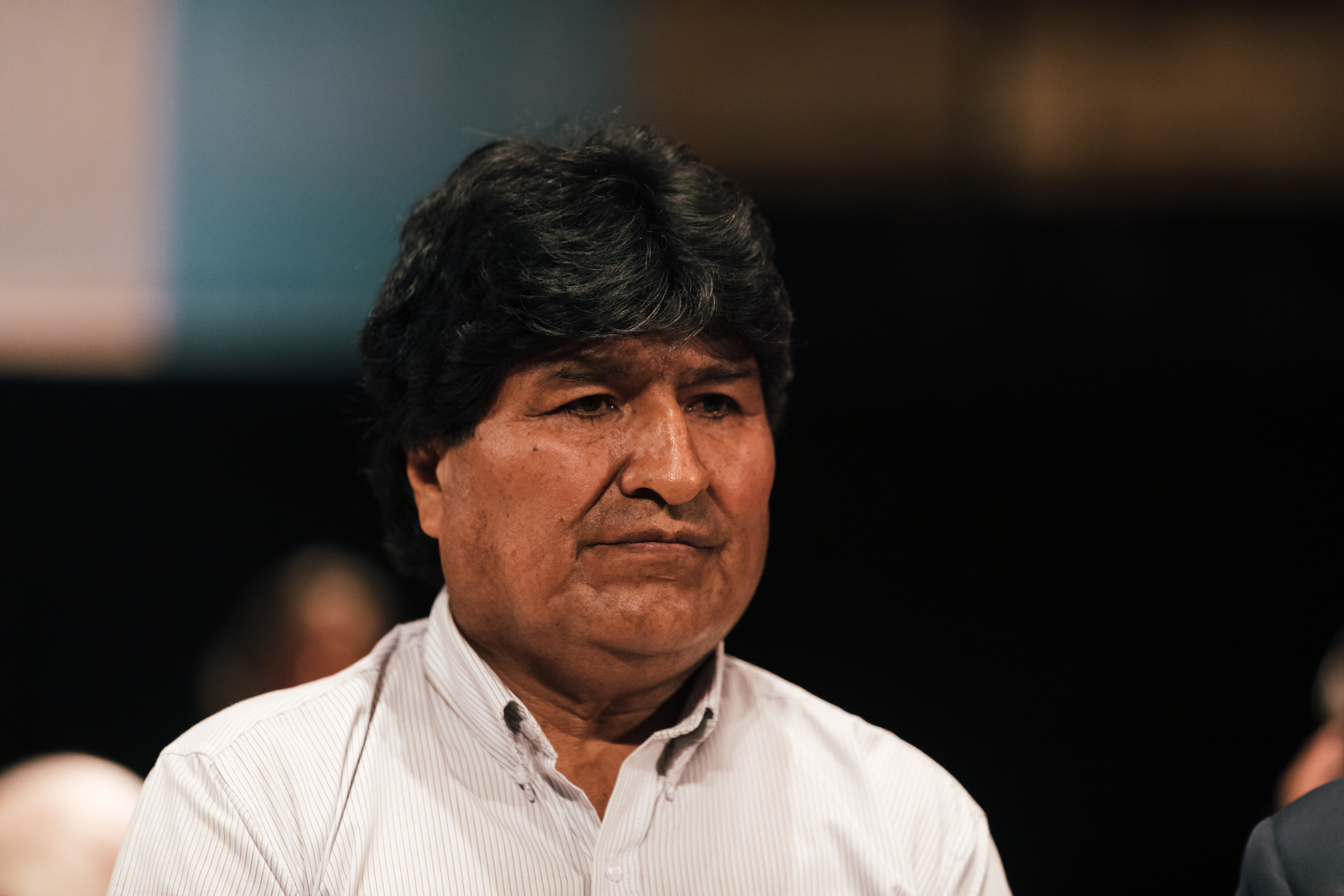
Evo Morales en 2023

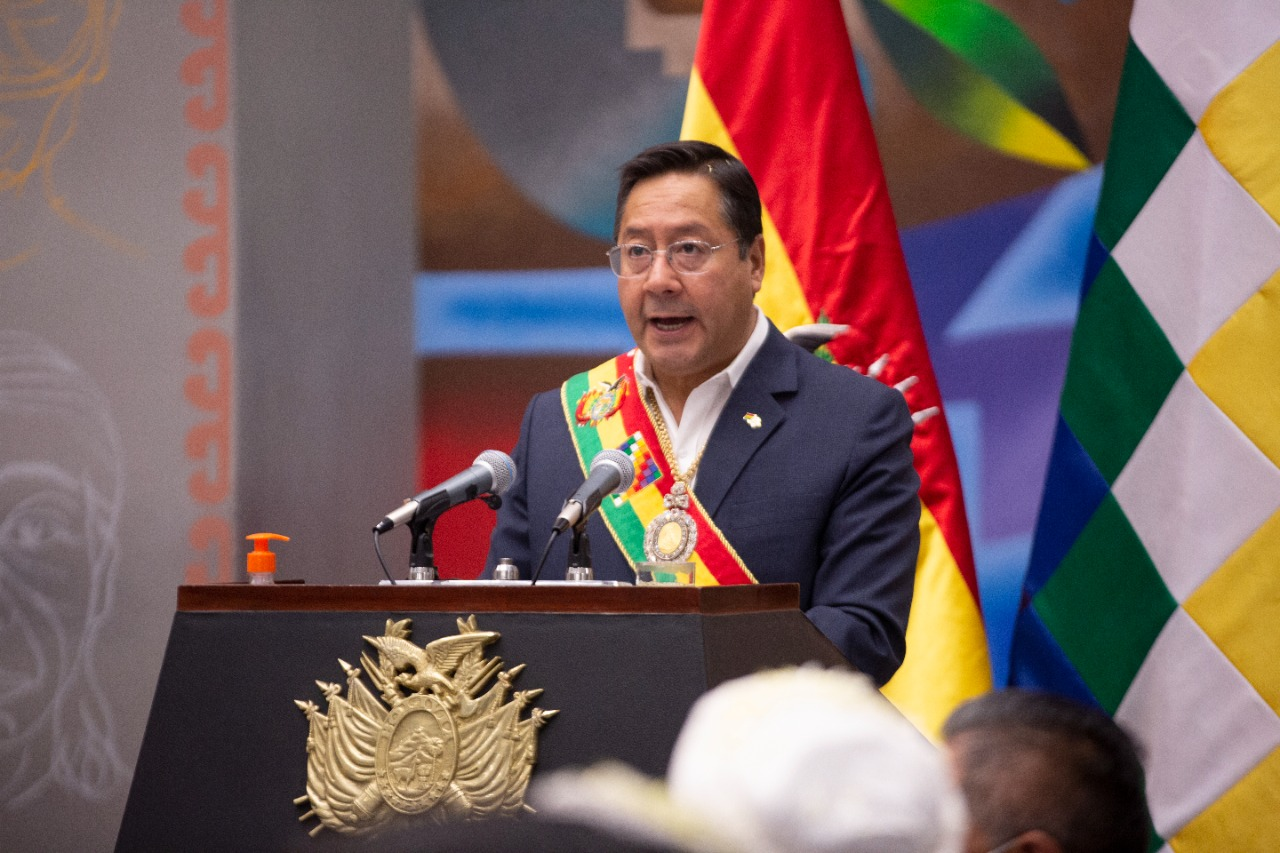
Luis Arce lors d'une cérémonie en 2022.

Le parti au pouvoir, le Mouvement vers le socialisme (MAS), détient un pouvoir quasi-continu depuis 2006. Depuis 2020, la direction du parti et la présidence est occupée par Luis Arce. Son prédécesseur et ancien mentor, Evo Morales, en exil lors des dernières élections et n'ayant pu revenir au pays que sous la présidence d'Arce, provoque un schisme dans le parti lorsqu'il tente d'en reprendre les rênes et devient un fervent critique du pouvoir en place.
Dès 2022, les critiques de Morales contre le gouvernement deviennent de moins en moins dissimulées. Il affirme notamment qu'un complot du gouvernement vise à le « détruire », lui ainsi que des dirigeants de producteurs de coca. La constitution d'une « faction evista » au sein du MAS est de plus en plus évidente. En juin 2023, cette faction et les députés de l'opposition votent une motion de censure à l'encontre du ministre du Gouvernement, Eduardo del Castillo, qui est réintégré dans ses fonctions deux jours plus tard par le président Arce, bien qu'une destitution soit la conséquence habituelle d'une telle motion. Le 4 octobre 2023, le congrès du MAS, contrôlé par la faction de Morales, déclare que celui-ci est le chef du parti et le seul candidat du parti pour les élections générales de 2025. Quelques semaines plus tard, le Tribunal suprême électoral dit ne pas reconnaître la décision du congrès.
En décembre 2023, une décision du Tribunal constitutionnel plurinational vient interdire à Morales de se présenter aux élections générales de 2025. Se basant sur l'avis consultatif de la Cour interaméricaine des droits de l'homme paru en juin 2021, le tribunal affirme que la réélection présidentielle indéfinie n'existe pas dans la constitution bolivienne et ne constitue pas un droit de l'homme. Le tribunal renverse donc sa propre décision datant de 2017 à l'effet contraire.

#### Climat social et économique fragile et renoncement du président Arce

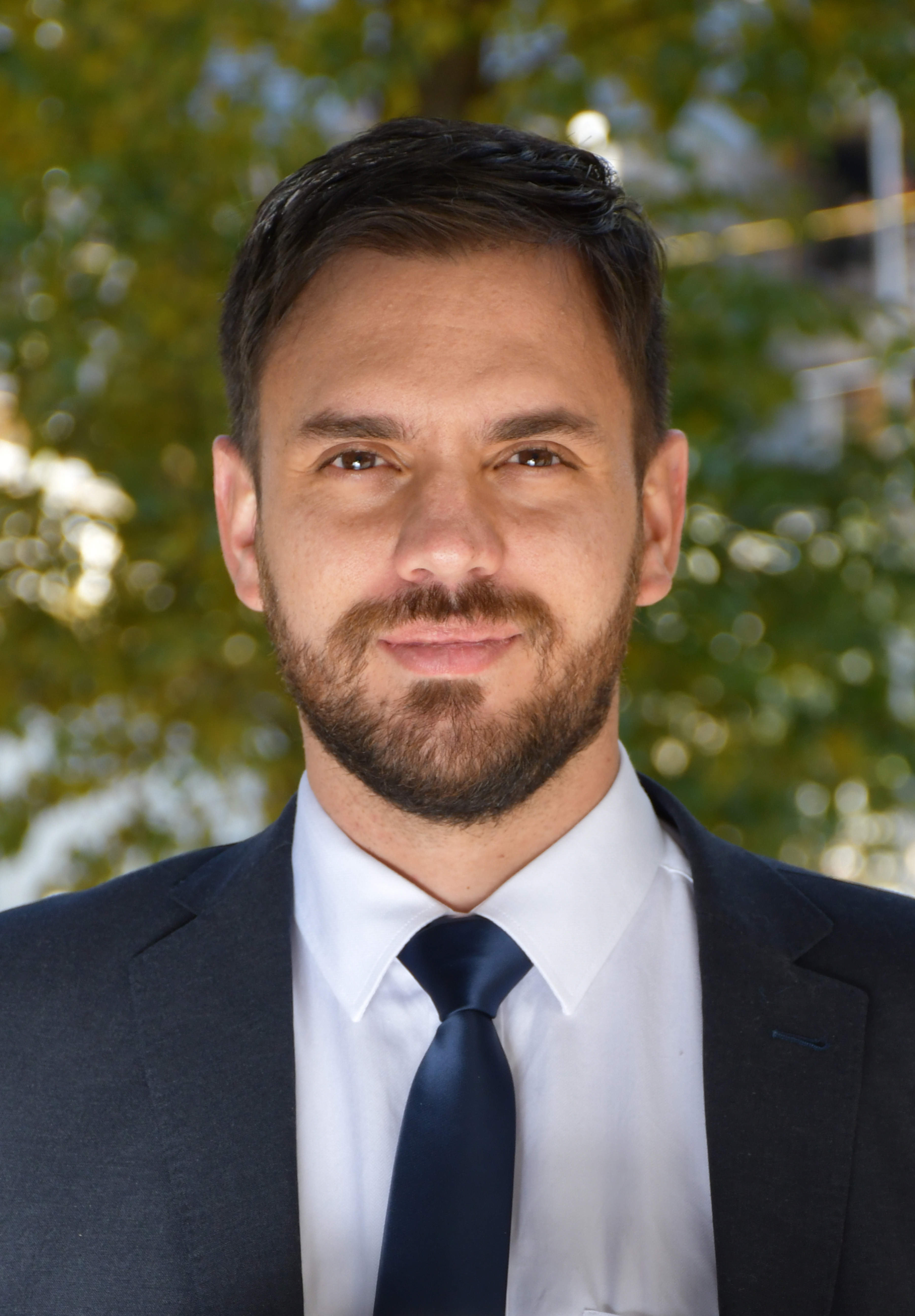
Le candidat du MAS et ministre sous Luis Arce, Eduardo del Castillo.

Le 26 juin 2024, le chef de l'armée, le général Juan José Zúñiga, mène un soulèvement militaire qui ne dure que quelques heures. Opération qualifiée de tentative de « coup d'État » par le président Luis Arce. Son détracteur et ancien président, Evo Morales accuse Arce d'avoir orchestré une « tentative d'auto-coup d'État ». En septembre de la même année, des dirigeants sociaux fidèles à Morales envoient même au gouvernement une liste de revendications économiques et sociales et menacent de débuter une marche dans le pays et de bloquer les routes. À la tête d'environ 5 000 personnes, Morales lance le 17 septembre la soi-disant « Marche pour sauver la Bolivie » qui exige des solutions aux pénuries de dollars et de carburant et qui appelle à la reconnaissance des décisions du congrès du MAS, qui a ratifié Morales comme chef du parti et candidat aux élections de 2025. Des invitations de la part des deux parties à dialoguer n'aboutissent pas.
Le conflit entre Arce et Morales a pour effet de faire émerger deux blocs au sein du MAS. Le bloc réformiste qui soutient Arce et les dénommés « radicaux » qui appuient Morales. Ce dernier, ayant perdu la direction du parti, finit par le quitter et s'allie avec le Front pour la victoire. Ce conflit affaiblit fortement le MAS et permet par conséquent la formation d'une nouvelle gauche, dirigée par Andrónico Rodríguez, membre du MAS, qui reçoit l'appui de plusieurs acteurs de la gauche bolivienne, tels que le vice-président de l'État, David Choquehuanca, la maire d'El Alto, Eva Copa et le président du Mouvement Troisième système, Félix Patzi. Il reçoit en outre le support des autorités du Beni et de Pando et des crucéniens, le politicien Mario Cronenbold, le sénateur William Tórrez et le leader Darwin Choquerive,.
Courant 2025, alors qu'il est confronté à une crise économique et à des sondages défavorables, le président sortant Luis Arce est désigné candidat par le MAS. Le 14 mai 2025, il annonce renoncer à briguer un deuxième mandat. Arce est désigné tête de liste au Sénat, tandis qu'Eduardo del Castillo est désigné candidat à la présidence.

### Tentatives d'unification du vote d'opposition

#### Formation du Bloc uni d'opposition
Des tentatives au sein des partis d'opposition – centristes et de droite –, de présenter un candidat présidentiel commun afin de faire face au MAS émergent plus concrètement vers la fin de l'année 2024. Ces balbutiements n'aboutissent cependant pas après que plusieurs anciens acteurs politiques fondent chacun leur propre mouvement politique. Le 18 décembre 2024, après l'annonce officielle de la candidature de Jorge Quiroga, Carlos Mesa annonce la formation du « Bloc uni d'opposition », une alliance politique convenue entre Samuel Doria Medina (dirigeant de l'Unité nationale), Jorge Quiroga (qui avait annoncé sa candidature avec le Front révolutionnaire de gauche) et Luis Fernando Camacho (leader de Creemos) afin de présenter un candidat présidentiel commun aux élections générales,. 

#### Soutien partagé au bloc uni d'opposition
Bien que ces derniers reçoivent l'appui de plusieurs membres de la société civile, de nouvelles formations d'opposition émergent distinctement. Le sénateur de Communauté civique et ancien maire de Tarija, Rodrigo Paz Pereira, met sur pied le mouvement Primero la Gente (Premièrement, les gens) et propose notamment le partage à parts égales des ressources naturelles entre le gouvernement central et les régions. Le maire de Cochabamba, Manfred Reyes Villa, fonde également le parti Autonomia Para Bolivia - Súmate, en vue de contrer la réélection du MAS. L'ancien candidat présidentiel Chi Hyung Chun, le recteur de l'université autonome Gabriel René Moreno, Vicente Cuéllar, le chef du Mouvement sans peur, Juan del Granado, affirment également initialement ne pas vouloir s'adjoindre au bloc uni d'opposition.
Quant à lui, l'ancien ministre de l'Économie sous Jeanine Áñez, Branko Marinkovic, tente de fonder son mouvement politique libéral, avant de se rallier à Quiroga en mars 2025.
Cette nouvelle coalition est critiquée par certains, où sont relevés le manque de propositions solides, la participation majoritaire d'anciens candidats à la présidence et le fait de constituer une fausse opposition au MAS,,.
Ce bloc d'opposition se saborde en avril 2025 lorsque, devant l'impasse de proposer un candidat présidentiel commun, Carlos Mesa quitte ses fonctions de porte-parole du bloc, suivi de la scission de Jorge Quiroga qui quitte le bloc pour se présenter sous l'étiquette Libre. Des sondages internes auraient également permis de déterminer un appui plus fort à Samuel Doria Medina, contribuant au départ de Quiroga.

## Système électoral
L'ensemble des scrutins se déroule simultanément, un seul vote de l'électeur pour un parti comptant pour ses candidats à la présidence, à la Chambre des sénateurs, et pour ceux élus à la proportionnelle à la Chambre des députés, suivant un système appelé ley de lemas.

### Président et vice-président
Le président bolivien est élu en même temps que le vice-président pour un mandat de cinq ans par le biais d'une version modifiée du scrutin uninominal majoritaire à deux tours. Est élu le candidat qui remporte la majorité absolue des suffrages exprimés lors du premier tour, ou plus de 40 % des voix avec au moins dix points d'avance sur celui arrivé en deuxième position. A défaut, un second tour est organisé dans les soixante jours entre les deux candidats arrivés en tête. Est alors élu celui qui reçoit le plus grand nombre de suffrages,.
Le mandat du président n'était auparavant renouvelable qu'une seule fois. Une décision du Tribunal constitutionnel fin 2017 a mis fin à cette clause : le président peut depuis se représenter de manière illimitée. Cette décision a lieu peu après l'échec d'Evo Morales à supprimer cette limitation en organisant un référendum constitutionnel, en février 2016, la population ayant alors rejetée l'amendement par 51,3 % des voix exprimées. À la suite de la crise politique de 2019, une loi interdit à Morales de se représenter.

### Parlement

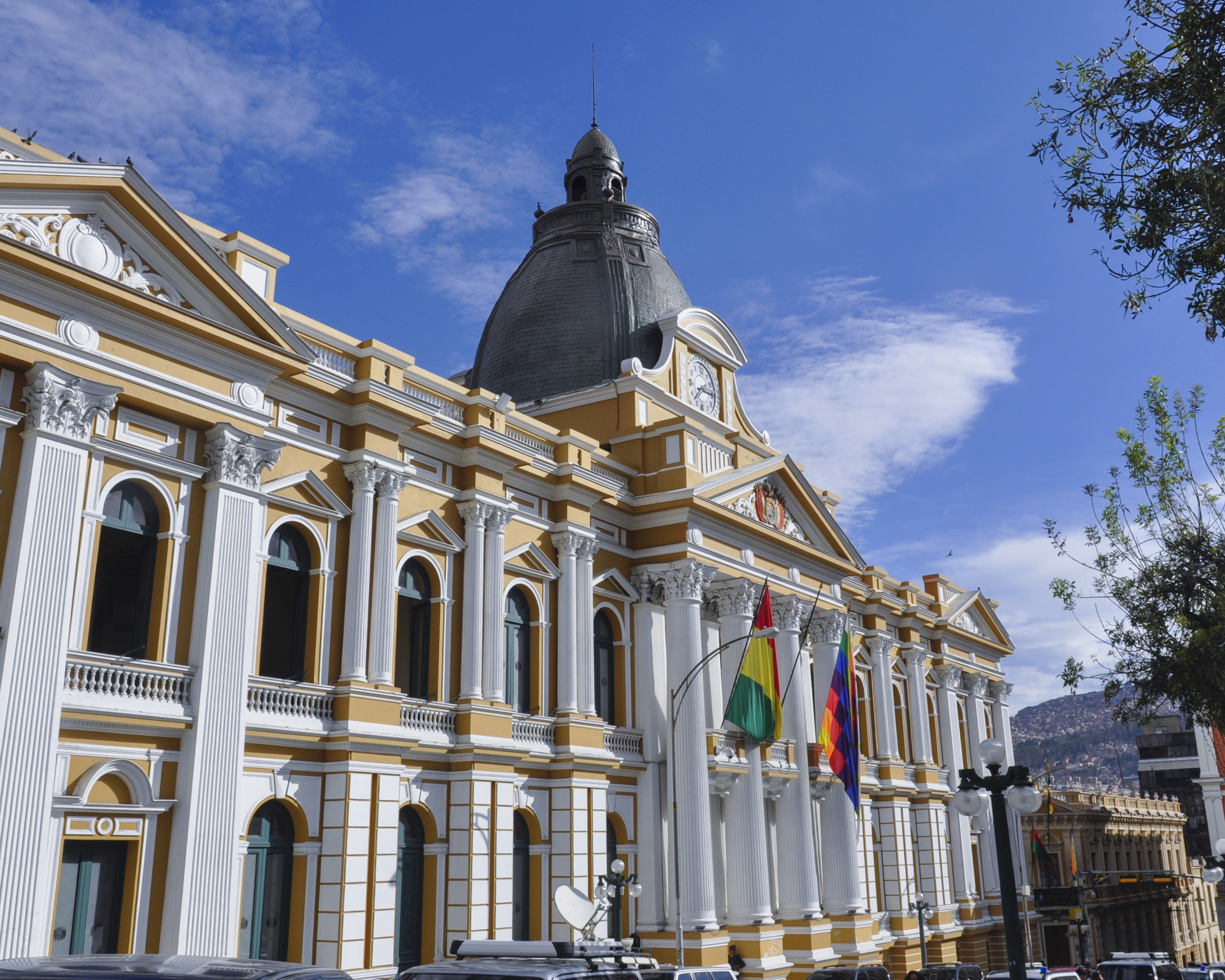
Palais du parlement.

La Bolivie est dotée d'un parlement bicaméral appelé Assemblée législative plurinationale. Celle-ci est composée d'une chambre basse, la Chambre des députés, et d'une chambre haute, la Chambre des sénateurs. Toutes deux sont renouvelées simultanément pour un mandat de cinq ans.
Chaque électeur vote au scrutin majoritaire pour un candidat à la Chambre des députés dans sa circonscription et vote séparément pour la liste d'un parti. Ce second vote compte pour le candidat à la présidentielle et pour la répartition des sièges de l'autre partie de la Chambre des députés ainsi que de la totalité de ceux de la Chambre des sénateurs à la proportionnelle.
La Chambre des députés est en effet dotée de 130 sièges dont 70 pourvus au scrutin uninominal majoritaire à un tour dans autant de circonscriptions électorales, tandis que les 60 sièges restants le sont au scrutin proportionnel plurinominal dans neuf circonscriptions correspondant aux départements du pays, en fonction de leur population lors du dernier recensement. Une fois le décompte des suffrages terminé, la répartition des 60 sièges se fait à la proportionnelle sur la base du quotient simple, puis selon la méthode du plus fort reste,,.
La Chambre des sénateurs est quant à elle dotée de 36 sièges pourvus au scrutin proportionnel plurinominal dans neuf circonscriptions correspondant aux départements du pays, à raison de 4 sièges par département. La répartition se fait selon la même méthode qu'à la chambre basse.
Les candidats doivent avoir au moins 25 ans pour être député, et 35 ans pour être sénateur. Tous les candidats élus au scrutin majoritaire doivent avoir un suppléant du sexe opposé. De même, les listes des partis doivent alterner les candidats masculins et féminins. Sur les 70 sièges majoritaires, sept sont réservés aux minorités indigènes.

## Forces en présence
| Parti | Parti                                                              | Idéologie                                                                                            | Candidats et colistiers                 | Résultat en 2020                         |
| ----- | ------------------------------------------------------------------ | --- | --------------------------------------- | ---------------------------------------- |
|       | Mouvement vers le socialisme Movimiento al Socialismo (MAS)        | Gauche Socialisme du XXIe siècle, bolivarisme, plurinationalisme, indigénisme                        | Eduardo del Castillo Milán Berna        | 55,10 % des voix 71 députés 21 sénateurs |
|       | Libre                                                              | Droite Démocratie libérale, libéral-conservatisme, constitutionnalisme, réformisme                   | Jorge Quiroga Juan Pablo Velasco        | 28,83 % des voix 39 députés 11 sénateurs |
|       | Unidad                                                             | Centre droit Social-libéralisme, conservatisme, libéralisme économique, réformisme                   | Samuel Doria Medina José Luis Lupo      | 14,00 % des voix 16 députés 4 sénateur   |
|       | Parti démocrate-chrétien Partido Demócrata Cristiano (PDC)         | Centre droit Démocratie chrétienne, conservatisme, libéralisme                                       | Rodrigo Paz Pereira Edman Lara          | 14,00 % des voix 16 députés 4 sénateur   |
|       | Unité civique de solidarité Unidad Cívica Solidaridad (UCR)        | Droite Conservatisme social, populisme, libéralisme économique                                       | Jhonny Fernández Leopoldo Chui          | 14,00 % des voix 16 députés 4 sénateur   |
|       | Autonomie pour la Bolivie - Súmate Autonomia Para Bolivia - Súmate | Centre droit Libéral-conservatisme, nationalisme civique, autonomisme                                | Manfred Reyes Villa Juan Carlos Medrano | Nouveau                                  |
|       | Mouvement Troisième système Movimiento Tercer Sistema (MTS)        | Gauche Troisième voie, plurinationalisme, communalisme, communautarisme, collectivisme, progressisme | Andrónico Rodríguez Mariana Prado       | Absent                                   |

## Campagne

### Rodrigo Paz Pereira

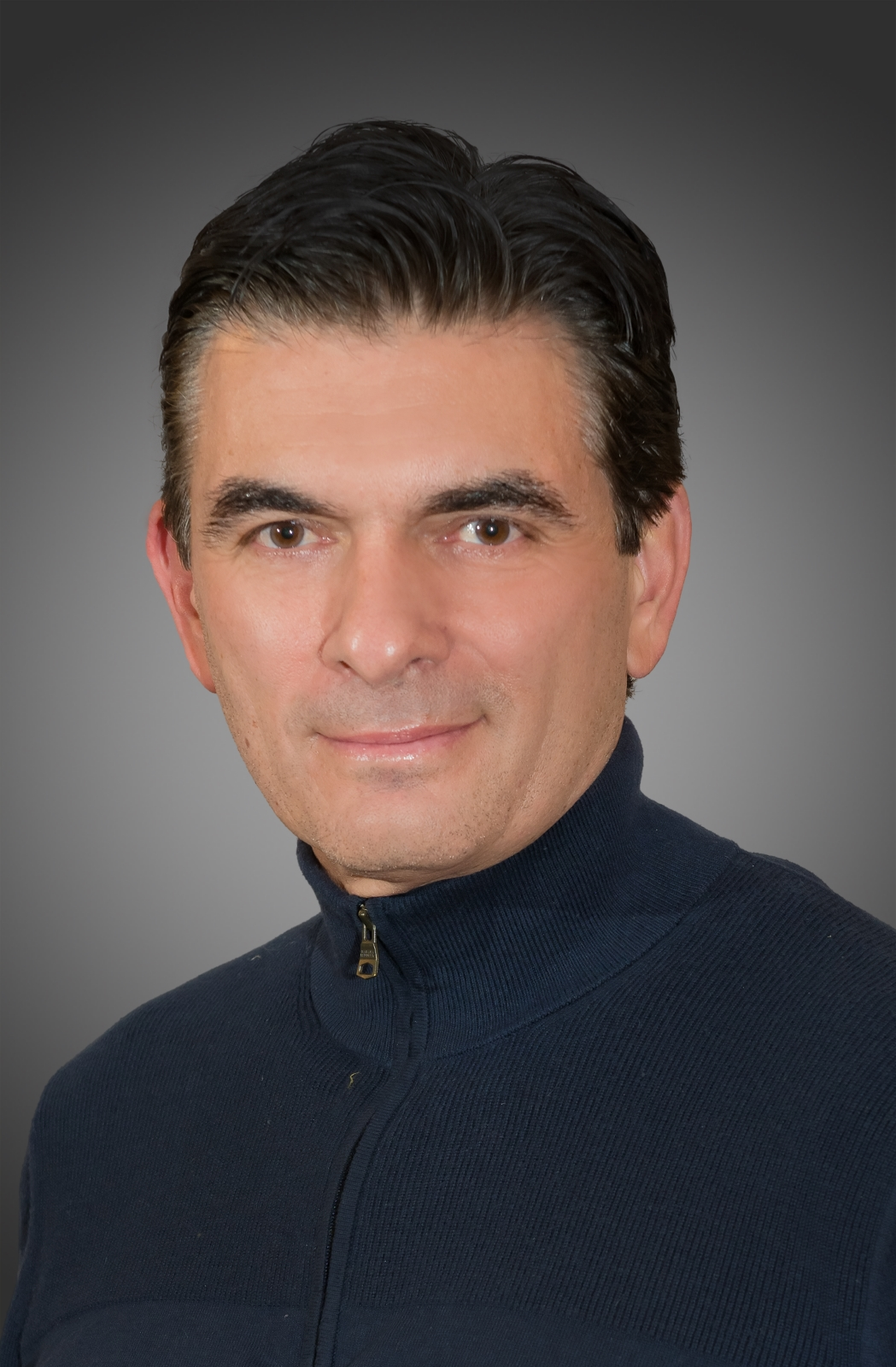
Rodrigo Paz Pereira en 2020.

Dans un événement politique du mouvement qu'il a créé, Primero la Gente (en français : « Les gens d'abord »), Rodrigo Paz Pereira propose en décembre 2024 la mise en place un mécanisme où les ressources du pays seraient partagées à parts égales entre le gouvernement central et les régions du pays. 
En juin 2025, Paz Pereira propose un « programme 50/50 », qui comprend une redistribution du pouvoir, une réforme judiciaire et la décentralisation de l'État. La politique de redistribution budgétaire à parts égales prévoit que 50 % du pouvoir budgétaire et financier de l'État restera au niveau du gouvernement central et l'autre moitié échoira aux collectivités territoriales inférieures et aux universités, contrairement à la proportion de 85 % en faveur du gouvernement central qui prévaut. 
Sous sa gouverne, les entreprises publiques déficitaires seraient fermées ou « gelées » et un système numérique d'octroi des appels d'offres publics serait mis en place pour tous les niveaux de gouvernement, assurant l'anonymat des soumissionnaires, l'équité entre eux et l'élimination de toute discrétion dans le processus de passation des marchés publics. Les nominations des principales autorités des institutions sous l'égide du ministère de l'Économie et des Finances publiques devraient également être au mérite. Son programme prévoit également un plan visant à créer un fonds pour la décarbonisation de l'économie garantissant des prêts aux familles en quête d'efficacité énergétique, des prêts pour le remplacement d'unités de transport urbain hautement consommatrices de combustibles fossiles, des formations techniques visant à modifier la matrice énergétique du pays et l'implantation de technologies d'énergie durable, de production d'hydrogène vert, d'électricité solaire et éolienne. Les exportations seraient libéralisées et le système fiscal revu. Finalement, la numérisation de l'administration de l'État serait favorisée, le gouvernement central serait moins appelé à intervenir dans les divers processus publics et une réforme judiciaire visant une refonte de la formation professionnelle des avocats et une institutionnalisation du pouvoir judiciaire serait mise en place.
Son colistier est Edman Lara, ancien chef de la police bolivienne entre 2007 et 2023 qui s'est fait connaître pour avoir dénoncé des scandales de corruption dans l'institution.

### Jorge Quiroga Ramírez

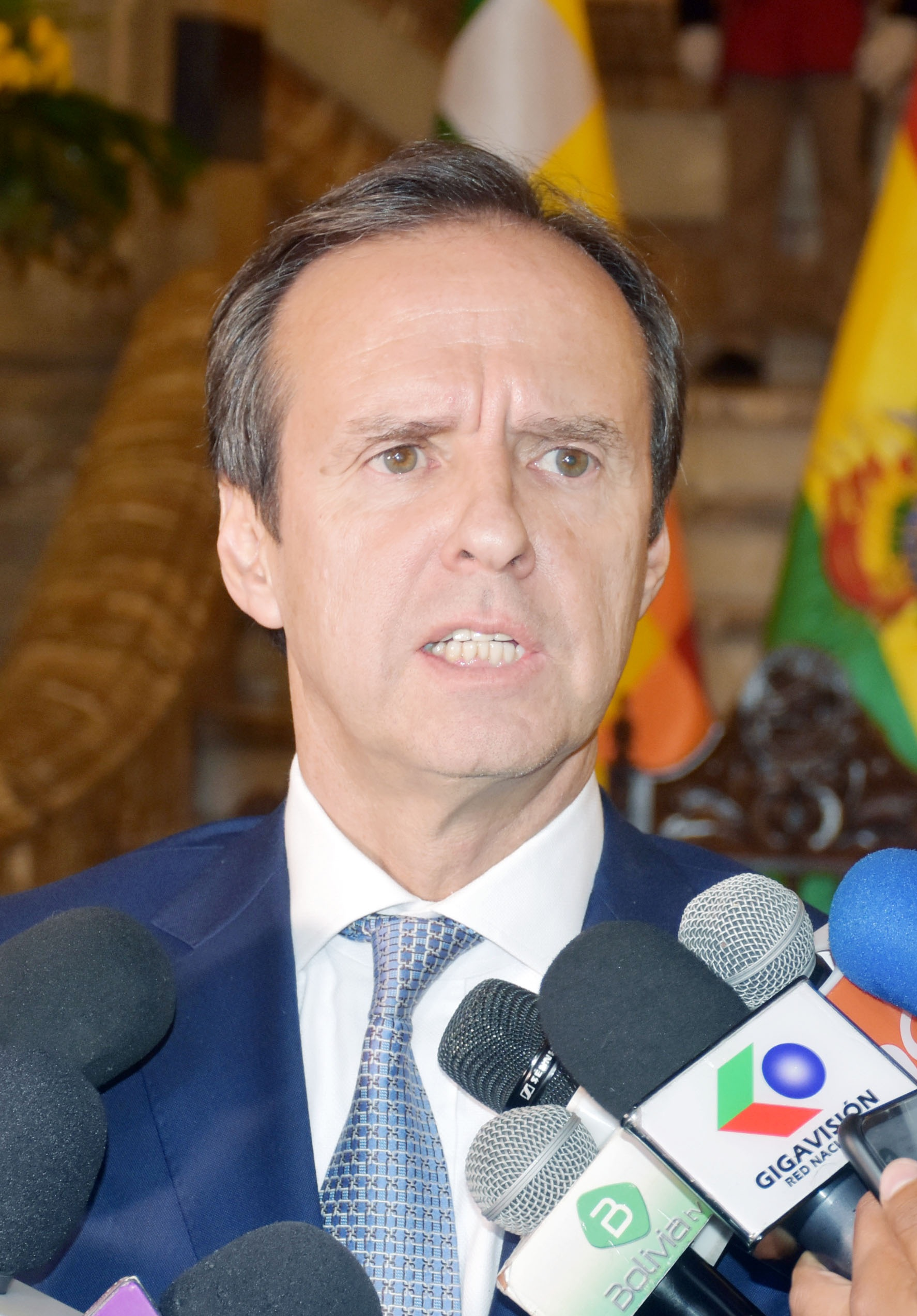
Jorge Quiroga Ramírez en 2019.

Après avoir annoncé son intérêt en décembre 2024 pour se présenter au poste présidentiel, Jorge Quiroga (président de 2001 à 2002) avait accepté de se joindre au « bloc uni d'opposition » formé par l'ancien président Carlos Mesa afin de prévenir toute victoire du Mouvement vers le socialisme (MAS). Devant l'impossibilité de s'entendre avec certains acteurs du bloc – une faction lui était favorable alors qu'une autre soutenait Samuel Doria Medina –, Quiroga annonce en avril 2025 se présenter sous la bannière de Libre, une coalition formée du Front révolutionnaire de gauche et du Mouvement démocrate social. Quiroga dénoncera par ailleurs le 9 avril « l'embuscade » du « bloc uni d'opposition » qui n'aurait pas respecté les règles convenues pour la tenue des sondages internes servant à déterminer le candidat présidentiel. Le bloc désigne ce même jour Doria Medina comme candidat présidentiel. 
Après avoir enregistré officiellement son alliance auprès du Tribunal suprême électoral le 16 avril 2025, Quiroga propose dans son discours d'ouverture un « Programme de sauvetage national » pour redresser l'économie et faire face à l'inflation, la pénurie de dollars et les difficultés d'approvisionnement en carburant, et ce, avec la participation du Fonds monétaire international. Il propose également une refonte du cadre juridique en matière d'hydrocarbures, d'extraction minière, d'agriculture et de lithium, afin d'« attirer » les investissements étrangers.
Peu avant les élections, Quiroga promet de mettre fin à la gauche dans le pays afin « de récupérer les 20 années perdues » – des années Morales et Arce –, et annonce vouloir favoriser la modification de toutes les lois afin de favoriser les investissements étrangers. Dans son discours de clôture de campagne, il affirme vouloir apporter un « changement radical dans absolument tout », notamment la décentralisation de la santé et de l'éducation, l'abrogation de la loi sur l'éducation, qui, selon lui, vise à « endoctriner » les jeunes, la numérisation du gouvernement et l'intégration de la Bolivie dans le minage de cryptomonnaie et la production de batteries au lithium. Il évoque aussi des réformes du système judiciaire et constitutionnelles et affirme vouloir libérer l'ex-présidente par intérim Jeanine Áñez et l'ancien gouverneur de Santa Cruz, Luis Fernando Camacho. Tout au long de la campagne électorale, les sondages le donnent second, après Samuel Doria Medina, avec environ 20 % des intentions de vote. 
Son colistier est Juan Pablo Velasco, un entrepreneur dans le domaine des technologies numériques originaire de Santa Cruz.  

### Samuel Doria Medina

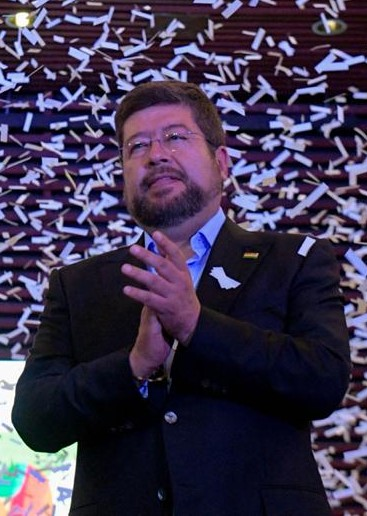
Samuel Doria Medina en 2020.

La candidature de Samuel Doria Medina à la présidentielle se confirme le 9 avril 2025, alors que des sondages internes au sein du « bloc uni d'opposition » formé quatre mois plus tôt par l'ancien président Carlos Mesa semblent lui donner un avantage sur Jorge Quiroga. Il annonce enregistrer officiellement son alliance, Unité, auprès du Tribunal suprême électoral le 18 avril 2025 et bénéficier du support de Nous croyons, parti politique de l'ancien gouverneur de Santa Cruz, Luis Fernando Camacho.  
Peu avant les élections, Doria Medina affirme que le pays fait face à une crise économique importante – notamment en raison de l'inflation et de la pénurie de carburant – qui doit être renversée rapidement par des ajustements drastiques, tels que ceux utilisés en Argentine par Javier Milei pour maintenir basse l'inflation dans les premiers mois de son mandat. Pour ce faire, il prévoit notamment supprimer toute subvention aux carburants, malgré les manifestations massives qui avaient éclaté dans tout le pays et qui avaient fait reculer Evo Morales lorsqu'il avait tenté de les réduire en 2010. Il prévoit favoriser l'exploitation du lithium qui « demeure largement inexploité ». Faisant référence notamment aux accusations qui pèsent sur Morales en matière d'abus sexuels sur une adolescente de 15 ans, Doria Medina affirme qu'il fera respecter la loi et qu'il est possible que celui-ci finisse en prison sous sa présidence.  
Dans son discours de clôture de campagne électorale, Doria Medina met l'emphase sur la relance économique, la transparence et la lutte contre la corruption. Les « dépenses inutiles » seront supprimées, des organismes tels que la Banque centrale de Bolivie, Yacimientos Petrolíferos Fiscales Bolivianos, l'Institut national de statistiques (es) et la Gestora seront obligés de rendre compte périodiquement, le président devra tenir une conférence de presse hebdomadairement. De plus, aucun membre de sa famille ne serait nommé au gouvernement et aucun de ses enfants admis dans la fonction publique. Il promet également l'adoption de nouvelles lois sur les hydrocarbures, l'exploitation minière et les investissements. Tout au long de la campagne électorale, les sondages le donnent favori avec environ 20 % des intentions de vote. 
Son colistier est José Luis Lupo, un ancien fonctionnaire de la Banque interaméricaine de développement et ancien ministre sous Jaime Paz Zamora, Hugo Banzer et Jorge Quiroga. 

### Andrónico Rodríguez

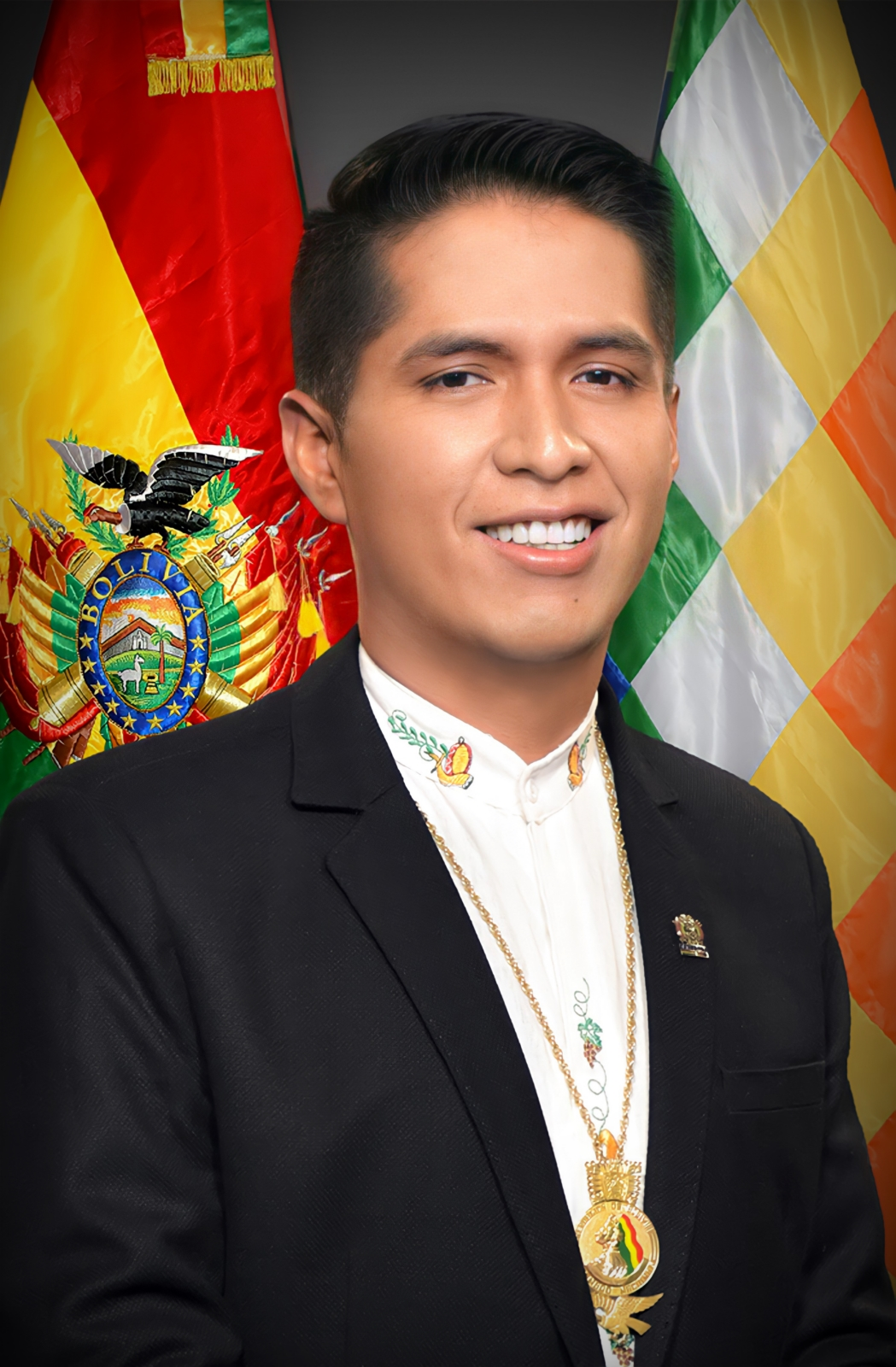
Andrónico Rodríguez en 2020.

Considéré comme l'héritier d'Evo Morales, le président du Sénat Andrónico Rodríguez est en tête de plusieurs sondages au cas où celui-ci ne se présente pas aux élections générales boliviennes de 2025. Malgré son inéligibilité pour un nouveau mandat, Evo Morales refuse cependant d'être remplacé par Andrónico Rodríguez. Celui-ci, bien que soutenant Evo Morales face à Luis Arce sans s'opposer à celui-ci lors de la crise de direction au sein du MAS, était pressenti pour être le colistier d'Arce à la présidentielle,.
Par cette décision, il prend ses distances avec les deux camps du MAS, alors que jusqu'à présent, il avait refusé de se présenter au nom du MAS par respect à la fédération des producteurs de coca, qui soutient Evo Morales.
Sa candidature, déposée sous la bannière du Mouvement Troisième système, est cependant temporairement invalidée. En effet, María Maciel Terrazas Merino, cofondatrice du parti avec son ex-mari Félix Patzi, a contesté son expulsion, ce qui remet en doute la validité du congrès et des décisions qui y ont été prises, comme le choix des candidats. Sa candidature est finalement validée le 6 juin sous la bannière d'Alliance populaire.
Sa colistière est Mariana Prado, une avocate et ancienne ministre de la Planification du développement entre 2017 et 2019 sous la présidence d'Evo Morales.

### Eduardo del Castillo
La candidature d'Eduardo del Castillo est plutôt tardive et fait suite au désistement du président de l'État sortant et candidat du Mouvement vers le socialisme (MAS), Luis Arce. Le 16 mai 2025, del Castillo est en effet désigné candidat du MAS et ce dernier se présente comme le « candidat de l'ordre », lui qui occupait les fonctions de ministre du Gouvernement au sein du gouvernement Arce. 
Son colistier est Milán Berna, un dirigeant paysan et membre de la « faction arcista » du MAS. 

### Candidatures retirées
Le 9 juillet 2025, après que le Tribunal suprême électoral (TSE) ait déclaré inhabile le candidat présidentiel de Nouvelle génération patriotique, Jaime Dunn, le parti annonce se retirer de la course. Fidel Tapia avait, avant le 25 juin 2025, occupé la fonction de candidat présidentiel provisoire du parti en attendant que Jaime Dunn puisse se conformer auprès du TSE au niveau fiscal. 
En raison notamment de ses faibles résultats électoraux anticipés, du fait qu'il pensait représenter la seule opposition de gauche crédible au MAS et des appels lancés à la formation d'un bloc de gauche uni, le Mouvement de la rénovation nationale, dirigé par Eva Copa, annonce se retirer de la course électorale le 28 juillet 2025.

## Intentions de vote

Moyenne lissée des sondages en vue du premier tour.

| Sondage               | Date              | Sondés | Castillo       | Rodríguez | Medina | Quiroga | Copa  | Manfred | Paz    | Fernández | Aracena | Dunn  | Vote blanc | Vote nul | Ne sait pas/ Ne préfère pas répondre |       |       |   |       |        |        |
| --------------------- | ----------------- | ------ | -------------- | --------- | ------ | ------- | ----- | ------- | ------ | --------- | ------- | ----- | ---------- | -------- | ------------------------------------ | ----- | ----- | - | ----- | ------ | ------ |
| Sondage               | Date              | Sondés | Ipsos Ciesmori | 2-6 août  | 2 700  | 1,5 %   | 5,5 % | 21,2 %  | 20,0 % | –         | 7,7 %   | 8,3 % | Vote blanc | Vote nul | Ne sait pas/ Ne préfère pas répondre | 2,0 % | 0,5 % | – | 5,2 % | 14,6 % | 13,3 % |
| Captura Consulting    | 27 juillet-3 août | 2 500  | 2,0 %          | 7,2 %     | 21,6 % | 20,0 %  | –     | 9,7 %   | 6,4 %  | 2,0 %     | 0,7 %   | –     | 5,0 %      | 10,6 %   | 14,4 %                               |       |       |   |       |        |        |
| SPIE                  | 31 juillet-4 août | 2 500  | 1,8 %          | 8,5 %     | 23,6 % | 24,5 %  | –     | 8,9 %   | 9,1 %  | 2,4 %     | 0,3 %   | –     | 9,9 %      | 5,7 %    | 5,1 %                                |       |       |   |       |        |        |
| SPIE                  | 25-28 juillet     | 2 500  | 1,7 %          | 7,4 %     | 24,5 % | 22,9 %  | –     | 7,2 %   | 7,6 %  | 2,1 %     | 0,4 %   | –     | 12,1 %     | 7,4 %    | 5,5 %                                |       |       |   |       |        |        |
| Ipsos Ciesmori        | 25-27 juillet     | 2 500  | 2,1 %          | 6,1 %     | 21,5 % | 19,6 %  | –     | 8,3 %   | 5,8 %  | 1,8 %     | 0,3 %   | –     | 8,6 %      | 13,6 %   | 12,4 %                               |       |       |   |       |        |        |
| SPIE                  | 5-10 juillet      | 2 500  | 1,9 %          | 8,3 %     | 21,8 % | 20,7 %  | 1,1 % | 10,0 %  | 4,0 %  | 2,5 %     | 0,4 %   | –     | 14,8 %     | 4,5 %    | 5,3 %                                |       |       |   |       |        |        |
| Clemcorp              | 5-7 juillet       | 2 500  | 2,3 %          | 11,8 %    | 18,7 % | 18,1 %  | 0,6 % | 8,2 %   | 3,2 %  | 2,5 %     | 0,2 %   | –     | 8,2 %      | 12,5 %   | 11,3 %                               |       |       |   |       |        |        |
| Captura Consulting    | 10-20 juin        | 2 500  | 1,4 %          | 13,7 %    | 19,6 % | 16,6 %  | 1,1 % | 8,8 %   | 6,4 %  | 3,8 %     | –       | –     | 5,0 %      | 7,4 %    | 15,5 %                               |       |       |   |       |        |        |
| SPIE/El Deber         | 7-14 juin         | 2 500  | 1,7 %          | 14,7 %    | 24,0 % | 22,1 %  | 1,4 % | 9,4 %   | 5,6 %  | 2,6 %     | 0,6 %   | 0,7 % | 9,8 %      | 4,5 %    | 3,0 %                                |       |       |   |       |        |        |
| Ipsos Ciesmori/Unitel | 22-26 mai         | 2 500  | 2,3 %          | 14,2 %    | 19,1 % | 18,4 %  | 1,7 % | 7,9 %   | 4,3 %  | 3,7 %     | 0,5 %   | 1,0 % | 6,5 %      | 10,5 %   | 10,0 %                               |       |       |   |       |        |        |

## Résultats
| Parti ou coalition     | Parti ou coalition                         | Candidat présidentiel et colistier      | Premier tour | Premier tour | Premier tour | Second tour | Second tour | Sièges  | Sièges        | Sièges    | Sièges        |  |
| Parti ou coalition     | Parti ou coalition                         | Candidat présidentiel et colistier      | Votes        | %            | +/-          | Votes       | %           | Députés | +/–           | Sénateurs | +/–           |  |
| ---------------------- | ------------------------------------------ | --------------------------------------- | ------------ | ------------ | ------------ | ----------- | ----------- | ------- | ------------- | --------- | ------------- |  |
|                        | Parti démocrate-chrétien (PDC)             | Rodrigo Paz Pereira Edman Lara          |              | 32,15        | N/a          |             |             |         |               |           |               |  |
|                        | Libre                                      | Jorge Quiroga Juan Pablo Velasco        |              | 26,64        | 2,19         |             |             |         |               |           |               |  |
|                        | Unidad                                     | Samuel Doria Medina José Luis Lupo      |              | 19,88        | N/a          |             |             |         |               |           |               |  |
|                        | Alliance populaire (AP)                    | Andrónico Rodríguez Mariana Prado       |              | 8,45         | Abs.         |             |             |         |               |           |               |  |
|                        | Autonomie pour la Bolivie - Súmate (APB-S) | Manfred Reyes Villa Juan Carlos Medrano |              | 6,57         | Nv.          |             |             |         |               |           |               |  |
|                        | Mouvement vers le socialisme (MAS)         | Eduardo del Castillo Milán Berna        |              | 3,19         | 51,92        |             |             |         |               |           |               |  |
|                        | Unité civique de solidarité (UCS)          | Jhonny Fernández Leopoldo Chui          |              | 1,67         | N/a          |             |             |         |               |           |               |  |
|                        | Action démocratique nationaliste (ADN)     | Pavel Aracena Vargas Víctor Hugo Núñez  |              | 1,45         | Abs.         |             |             |         |               |           |               |  |
|                        |                                            |                                         |              |              |              |             |             |         |               |           |               |  |
| Votes valides          | Votes valides                              | Votes valides                           |              | 77,96        |              |             |             |         |               |           |               |  |
| Votes blancs           | Votes blancs                               | Votes blancs                            |              | 2,50         |              |             |             |         |               |           |               |  |
| Votes nuls             | Votes nuls                                 | Votes nuls                              |              | 19,55        |              |             |             |         |               |           |               |  |
| Total                  | Total                                      | Total                                   | 6 660 902    | 100          | –            |             | 100         | 130     | en stagnation | 36        | en stagnation |  |
| Abstention             |                                            |                                         |              |              |              |             |             |         |               |           |               |  |
| Inscrits/Participation | Inscrits/Participation                     | Inscrits/Participation                  | 7 936 515    | 83,93        | 7 936 515    |             |             |         |               |           |               |  |

## Analyse

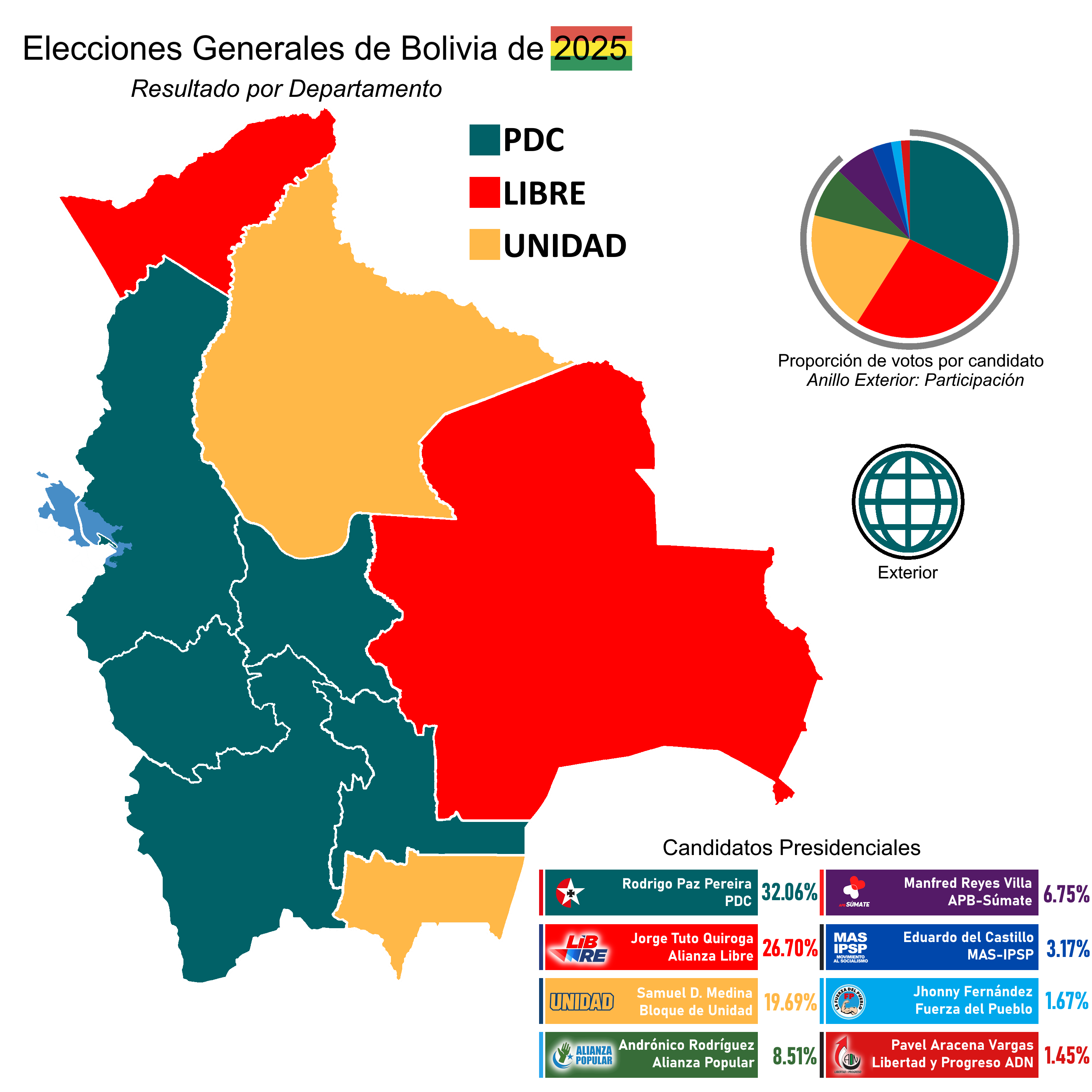
Résultats du 1er tour par département

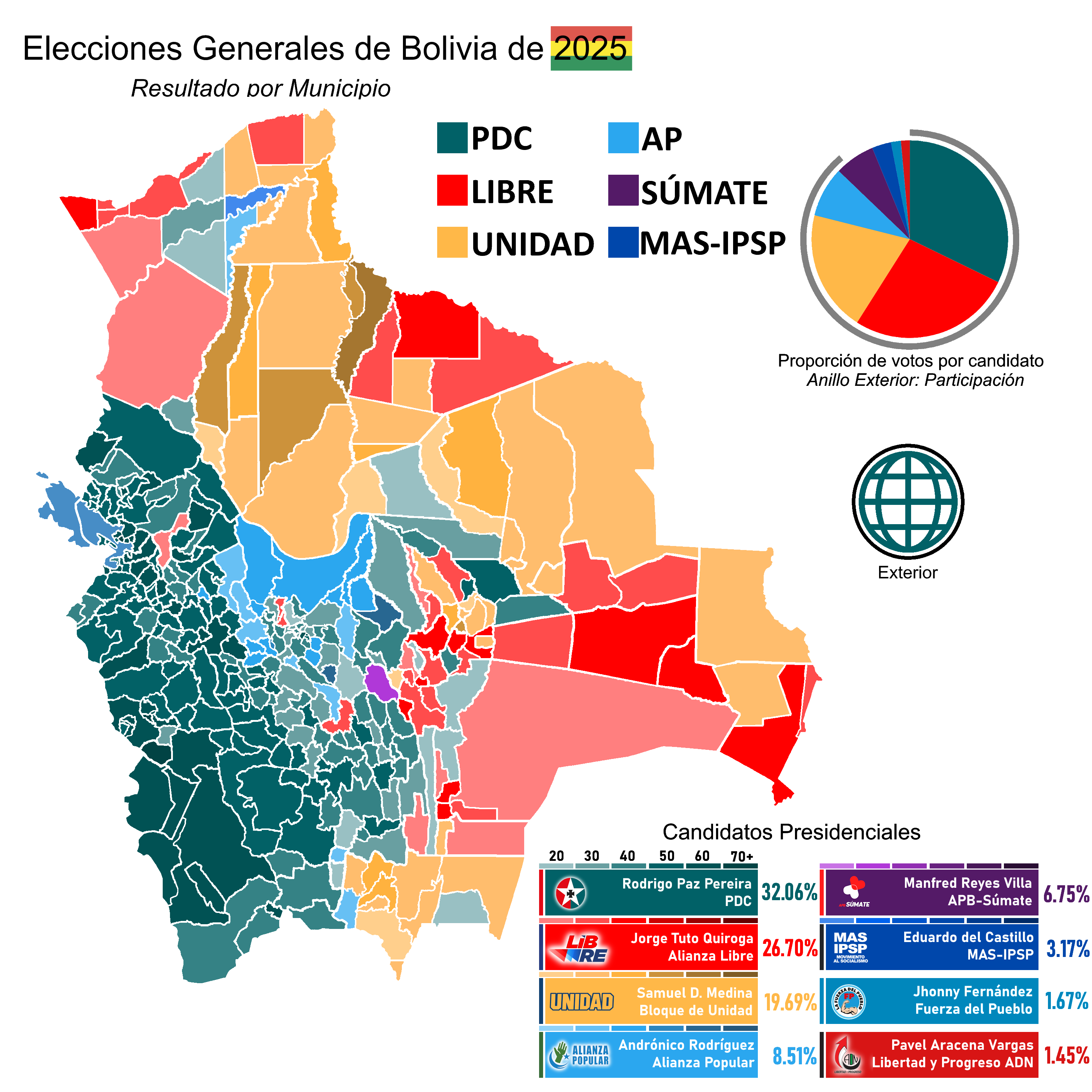
Résultats du 1er tour par municipalité

Le premier tour est un « raz-de-marée de la droite » qui conduit cependant à un duel différent de celui anticipé dans les sondages. À la surprise générale, Rodrigo Paz Pereira arrive ainsi en tête du premier tour, suivi de Jorge Quiroga Ramírez et de Samuel Doria Medina, qui se retrouve exclu du ballotage. À eux trois, ces candidats de droite totalisent près de 80 % des suffrages exprimés. Arrivé troisième du scrutin, Samuel Doria Medina reconnaît sa défaite et appelle à voter pour Rodrigo Paz Pereira, conformément à son engagement d'appeler à voter pour le candidat arrivé en tête du scrutin au cas où il serait éliminé au premier tour,. L'annonce des résultats du premier tour provoque des effusions de joie à Santa Cruz de la Sierra — fief de l'opposition — où retentissent toute la soirée des klaxons et des feux d'artifices d'une population qui s'estime enfin « libre, débarrassée du socialisme ».
Le second tour voit ainsi s'affronter Rodrigo Paz Pereira et Jorge Quiroga Ramírez. S'ils se rejoignent sur un virage du pays à droite, les deux candidats s'opposent sur la nature de leurs promesses. Sous le slogan  « Le capitalisme pour tous », le premier promet en effet aux classes moyennes et populaires des mesures sociales visant à permettre à tous les Boliviens d'emprunter de l'argent à des taux d'intérêt très bas, tout en baissant les impôts et les taux de douanes en s'inspirant de la politique de Javier Milei en Argentine. Il bénéficie par ailleurs de l'excellente popularité de son colisitier, Edman Lara, en raison de sa lutte contre la corruption. Le second, Jorge Quiroga Ramírez, assume au contraire que ses premiers mois à la présidence s'accompagneraient d'une aggravation temporaire de la crise économique, avant que sa politique ne permette d'en « sortir ensemble ». Il promet ainsi de sauver l'économie bolivienne par un « changement radical » en réduisant le déficit budgétaire, en privatisant des entreprises publiques déficitaires et en adoptant une nouvelle constitution,.
Seuls candidats en lice positionnés à gauche, ni le candidat du Mouvement vers le socialisme (MAS), Eduardo del Castillo, ni celui de l'Alliance populaire, Andrónico Rodríguez, ne se qualifient pour le second tour. C'est la première fois depuis vingt ans que le MAS perd les élections et qu'aucun candidat de gauche ne se qualifie pour le second tour. Le gouvernement sortant fait ainsi face aux contrecoups de la grave crise économique que subit le pays, où règne une inflation annuelle de 25 % et une pénurie chronique de carburant depuis la diminution en 2017 de ses revenus issus de l'exploitation du gaz naturel. Affaibli par la perte de crédibilité engendrée par les dissensions entre Evo Morales et Luis Arce et un « socialisme trop enclin à la corruption », le MAS arrive loin derrière ses concurrents avec à peine 3 % des suffrages, là où il dominait le champ politique depuis sa victoire en 2005.
Le scrutin est par ailleurs marqué par un taux très élevé de votes nuls, qui combiné à celui des votes blancs atteint plus d'un suffrage sur cinq. L'ancien président Evo Morales se félicite au lendemain du scrutin du nombre de votes nuls, auquel il avait appelé la population à recourir en protestation de son exclusion de la présidentielle.